# 2657 Bashkiria
2657 Bashkiria eller 1979 SB7 är en asteroid i huvudbältet som upptäcktes den 23 september 1979 av den rysk-sovjetiske astronomen Nikolaj Tjernych vid Krims astrofysiska observatorium på Krim. Den har fått sitt namn efter den då sovjetiska delrepubliken Basjkirien.
Asteroiden har en diameter på ungefär 21 kilometer och den tillhör asteroidgruppen Themis.